# Drachenloch (Vättis)

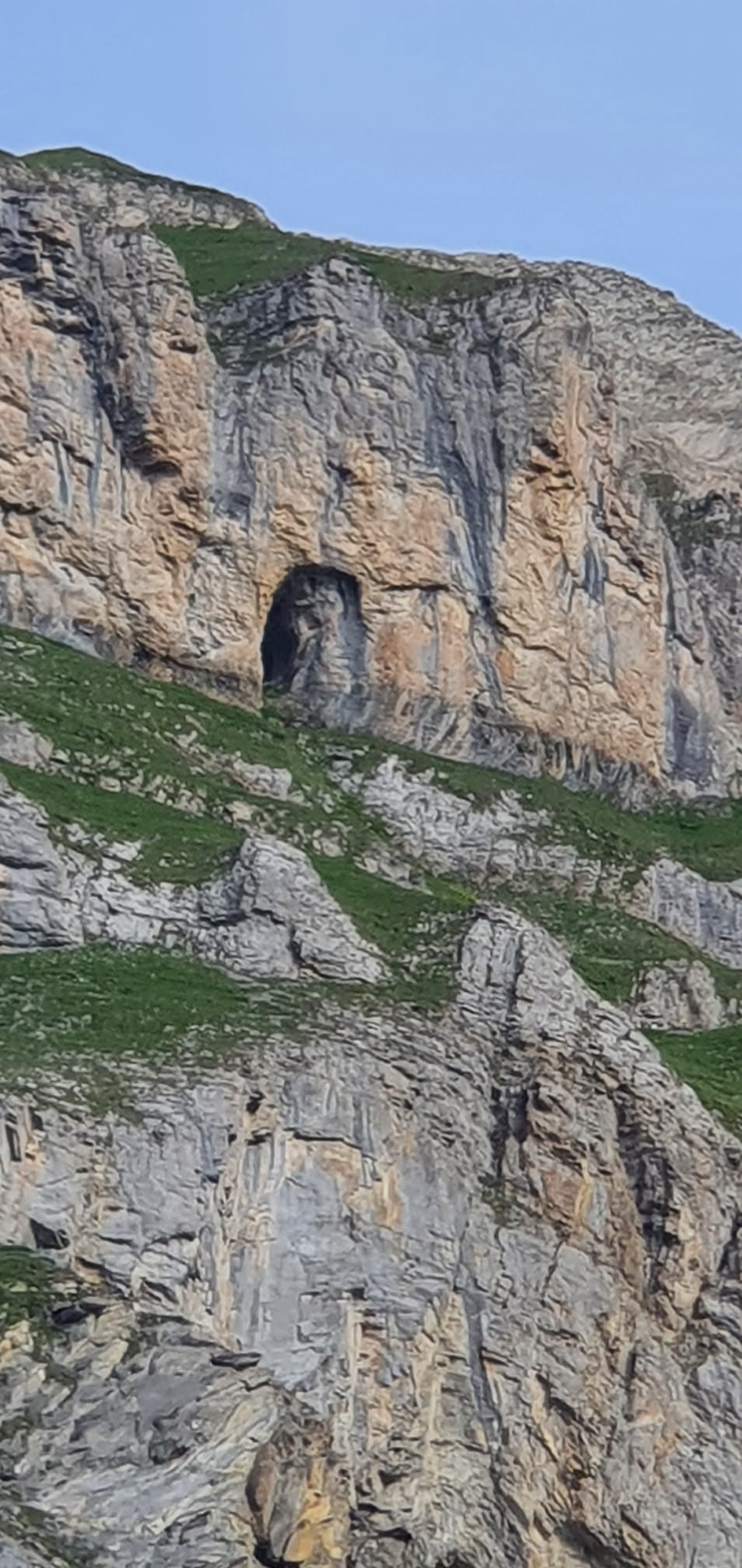
Höhleneingang

Das Drachenloch ist eine Höhle oberhalb Vättis auf dem Gebiet der Gemeinde Pfäfers im Kanton St. Gallen in der Schweiz. In der Höhle wurden neben Knochen von Höhlenbären Spuren gefunden, die auf menschliches Leben vor mehr als 50'000 Jahren hindeuten. Das Drachenloch liegt auf einer Höhe von 2427 m ü. M. und ist damit die höchstgelegene prähistorische Fundstätte Europas.

## Name

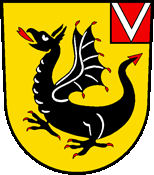
Der Drache im Wappen

Die Herkunft des Namens ist nicht ganz klar. Laut einer Sage soll zu Urzeiten in dieser Höhle ein Drache gehaust haben, von ihm habe die Höhle den Namen erhalten. Der Drache steht auch im Wappen von Vättis. Der Name dürfte jedoch romanischen oder noch älteren Ursprungs sein. Das romanische Wort drag oder dragun bedeutet einerseits Drache, anderseits auch Wildbach, was sich auf den Bach im Chrüzbachtobel beziehen könnte.
Früher wurde die Höhle Draggaloch genannt, auch Theophil Nigg nennt sie 1917 in seinem Schreiben an Emil Bächler so. Laut Friedrich Wilhelm Sprecher (1871–1943), Lehrer in Vättis, bedeutet Draggaloch ein feuchtes oder nasses Loch. Weder in alten Urkunden, Literatur und Karten erscheinen Namen wie Drachenloch oder Drachenberg, dem hochgelegenen Ödland wurde wenig Beachtung geschenkt. Der Name scheint also neueren Datums zu sein.

## Lage und Zugang

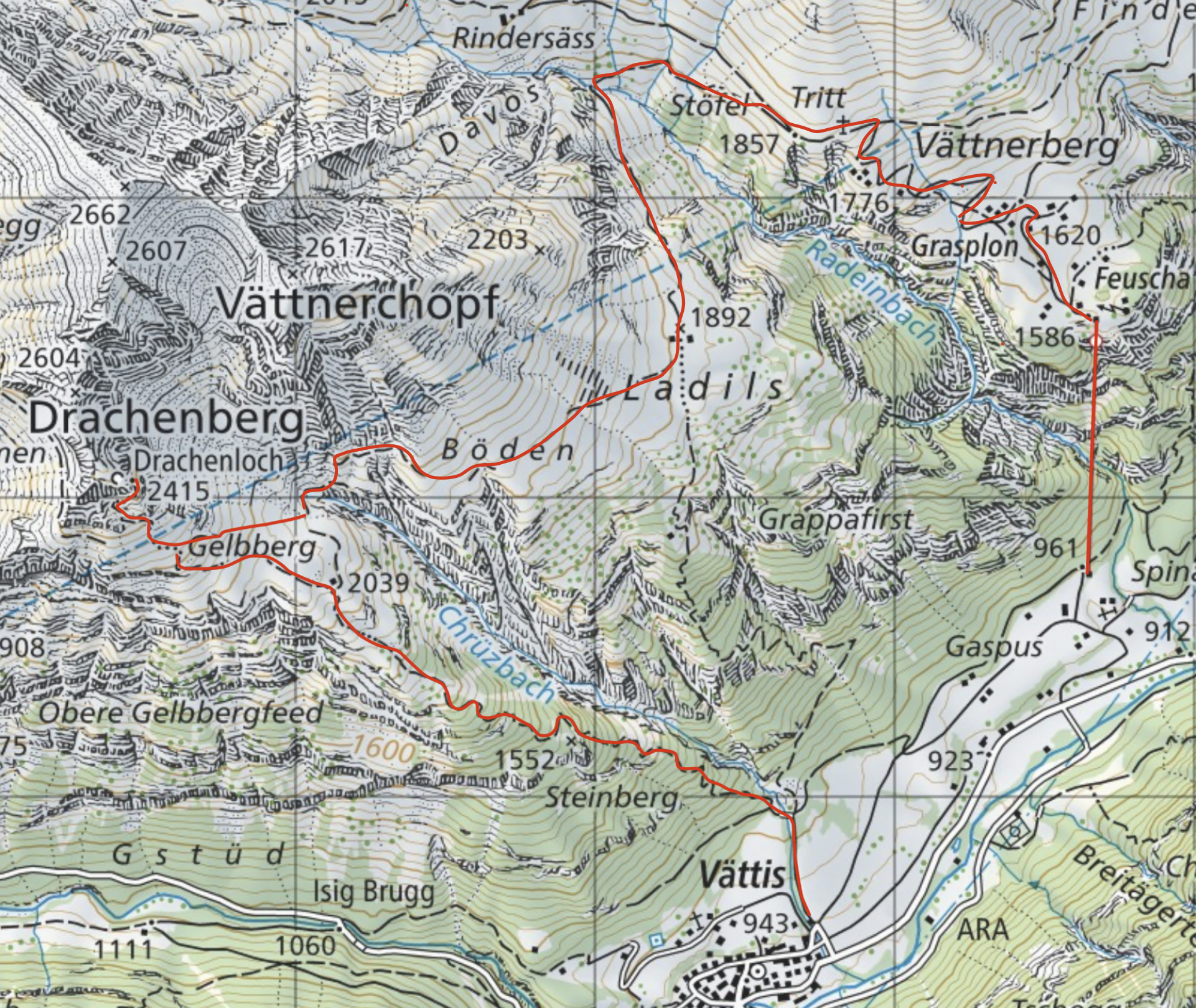
Zugangswege

Die Höhle liegt in der Gipfelwand des Drachenbergs auf einer Höhe von 2427 m ü. M. und 1479 Höhenmeter über dem Dorf Vättis im Südosten des Pizol. Sie kann auf zwei Wegen erreicht werden. Die direkte Route führt von Vättis aus über einen steilen Weg hinauf, zuerst durch Wälder, später über Alpwiesen zur Gelbberghütte und von dort noch einmal steil hinauf zum Höhleneingang.
Auf der zweiten Route kann man die ersten 650 Höhenmeter bis auf den Vättnerberg mit einer Seilbahn zurücklegen. Die Höhle wird dann in rund vier Stunden erreicht. Nach dem Queren des Radeintobels führt ein kaum markierter Weg über die steile Südostflanke des Vättnerchopfs zuerst nach Südwesten und zum Schluss hinauf zur Höhle.
Kurz vor dem fünf Meter hohen Eingangsportal ist linkerhand ein Seil angebracht. Die Höhle ist gut begehbar.

## Entstehung

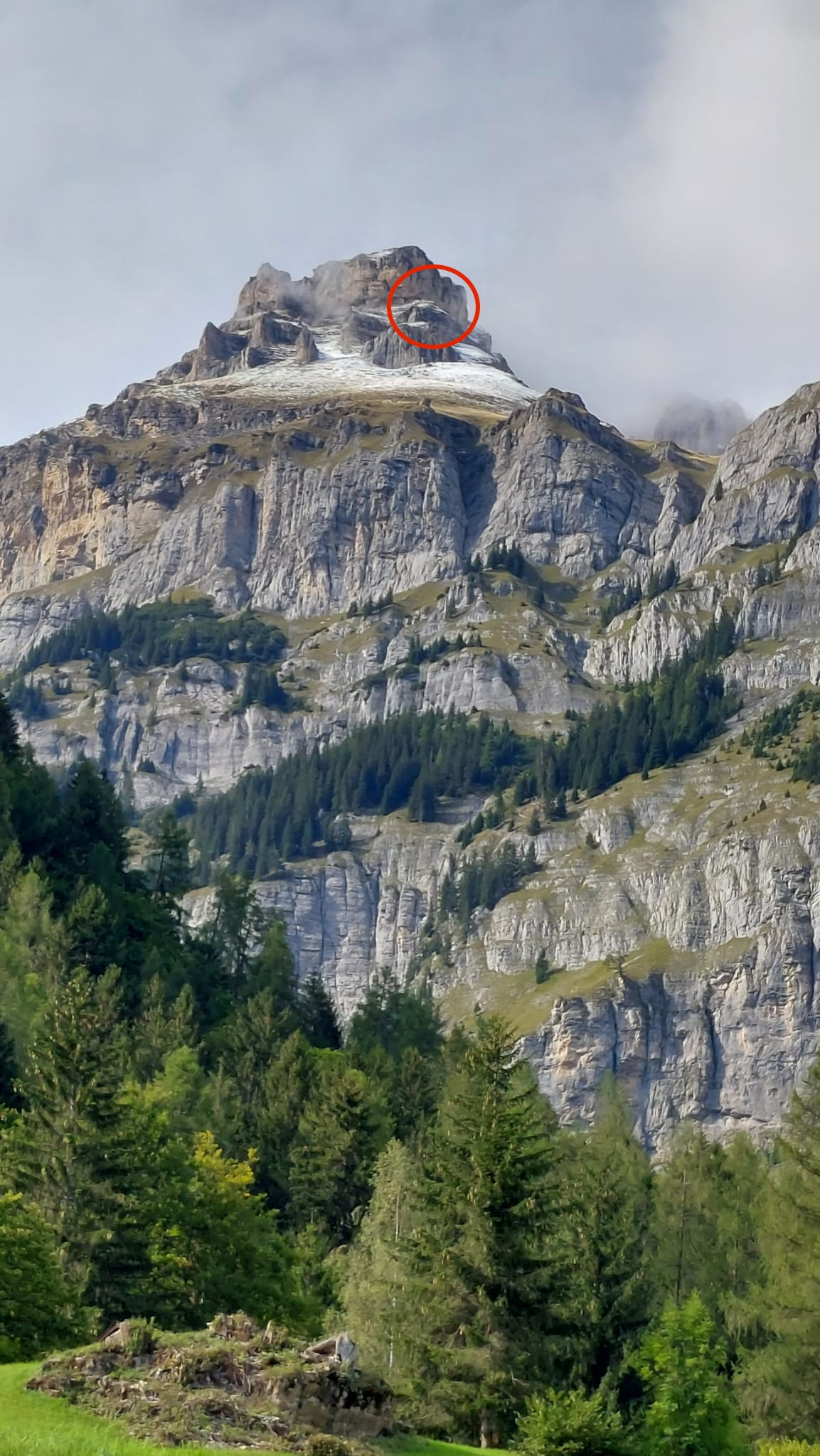
Lage der Höhle vom Talboden aus

Die beiden markanten turmartigen Gipfel Vättnerkopf und Drachenberg nordwestlich von Vättis bestehen aus Malm und Kreideschichten. Sie sind Überreste der Glarner Hauptüberschiebung, einer mächtigen Kalkschicht, die vom Calfeisental her 40 Kilometer nach Norden über eine jüngere Gesteinsschicht geschoben wurde. Durch die in der Folgezeit entstandenen Taleinschnitte der Tamina wurde diese «Drachenbergüberschiebung» derart zerstückelt, dass von der Kalkdecke nur noch Bruchstücke erhalten blieben, darunter eben der Vättnerkopf und der Drachenberg, die nun wie Fremdkörper auf der Flyschdecke aufsitzen.
Durch den ungeheuren Druck, unter dem diese Überschiebung erfolgte, entstanden in der oberen Decke zahlreiche Risse, Spalten und mehr oder weniger tiefe Klüfte. Eine Ausweitung der Spalten zu Höhlen besorgten im Lauf der Zeit Sickerwasser und Verwitterung durch chemische und mechanische Auflösung des Gesteins.

## Höhle
Die Höhle besteht aus drei gerade hintereinander liegenden Kammern, die alle grundsätzlich die gleiche Form haben: Am Eingang sind sie hoch und weit, nach hinten verengen sie sich symmetrisch.
Die erste Halle ist ungefähr 27 Meter lang, 7 Meter hoch und bis 4 Meter breit. Ihr Boden steigt nach hinten leicht an. Rechts liegt ein kleinerer kuppelartiger Seitenraum.
Durch eine rund 5 Meter lange Verengung gelangt man in die zweite Halle, einen fast kreisförmigen Raum von ungefähr 5 Metern Durchmesser. Dies ist der trockenste Teil des ganzen Höhlensystems und diente den damaligen Bewohnern als Wohnraum. Aus diesem Raum stammen die ersten Funde.
Die hinterste Höhlenkammer betritt man durch einen ca. 2 Meter langen Durchgang. Der letzte Raum ist ungefähr 17 Meter lang mit einer flachen, niedrigen Decke. Der Raum ist hinten abgeschlossen. Durch einen engen, schlauchartigen Durchschlupf gelangt man in einen 3 bis 4 Meter hohen, tiefer liegenden Raum, der das Ende des Höhlensystems bildet.

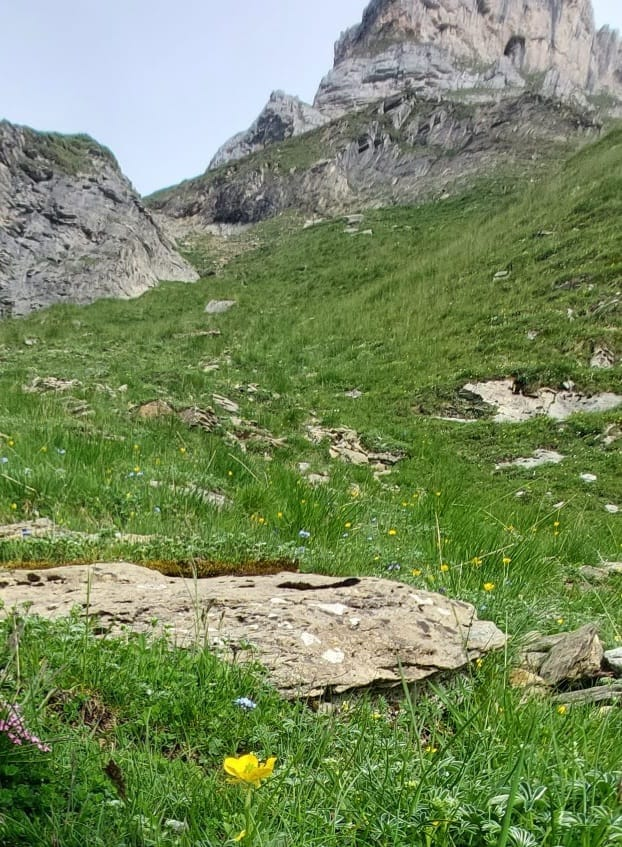
Die letzten Meter
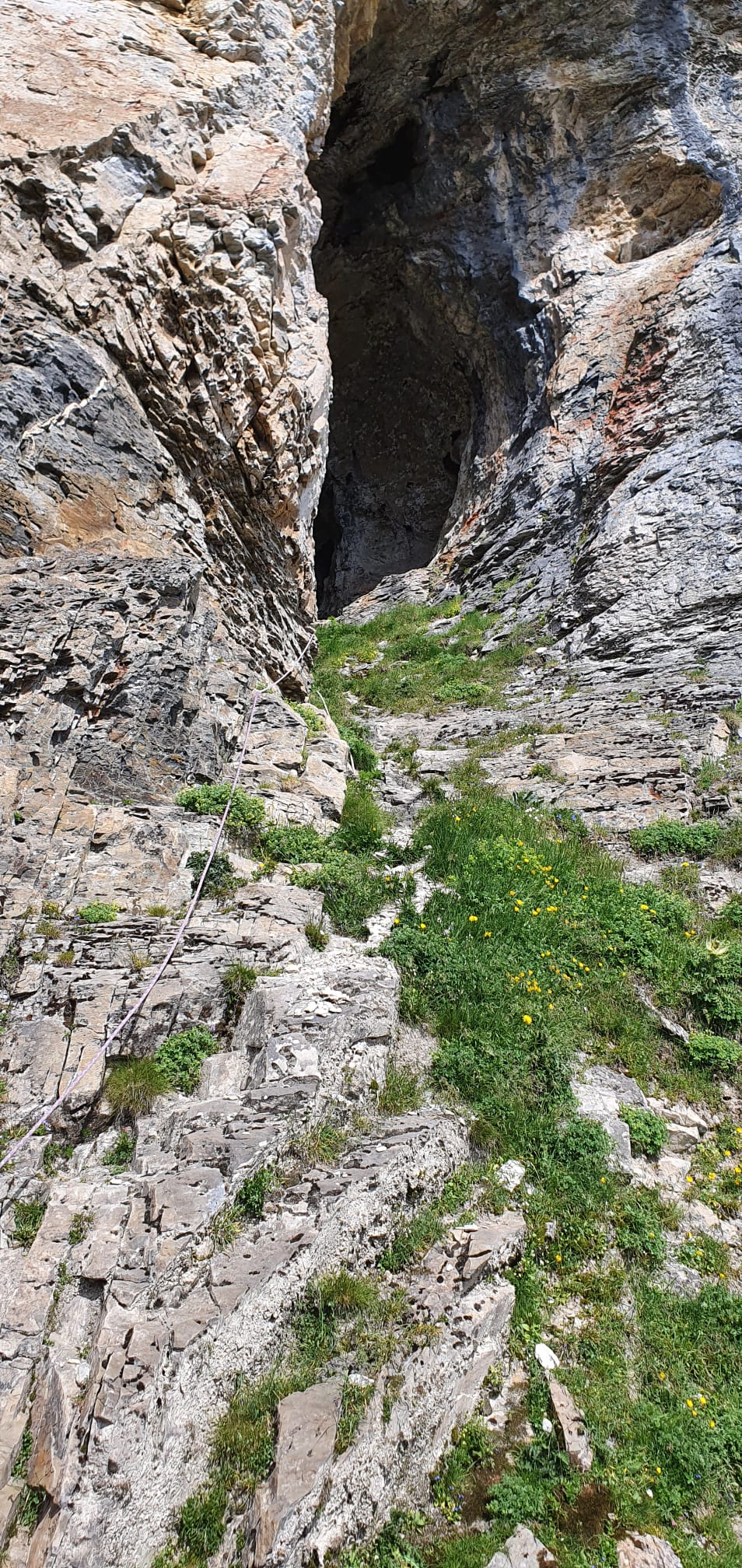
Vor dem Eingang
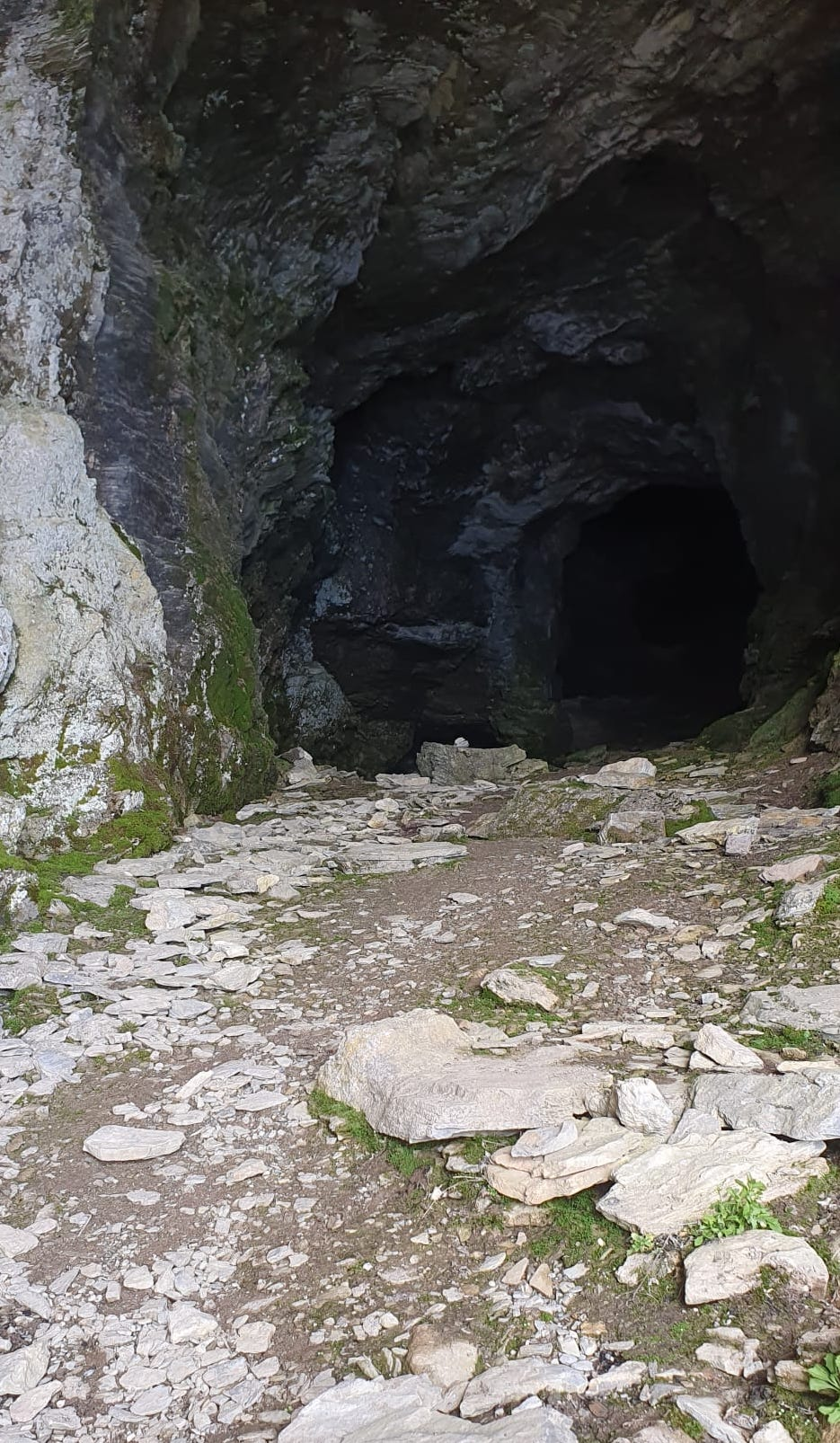
Eingangsbereich
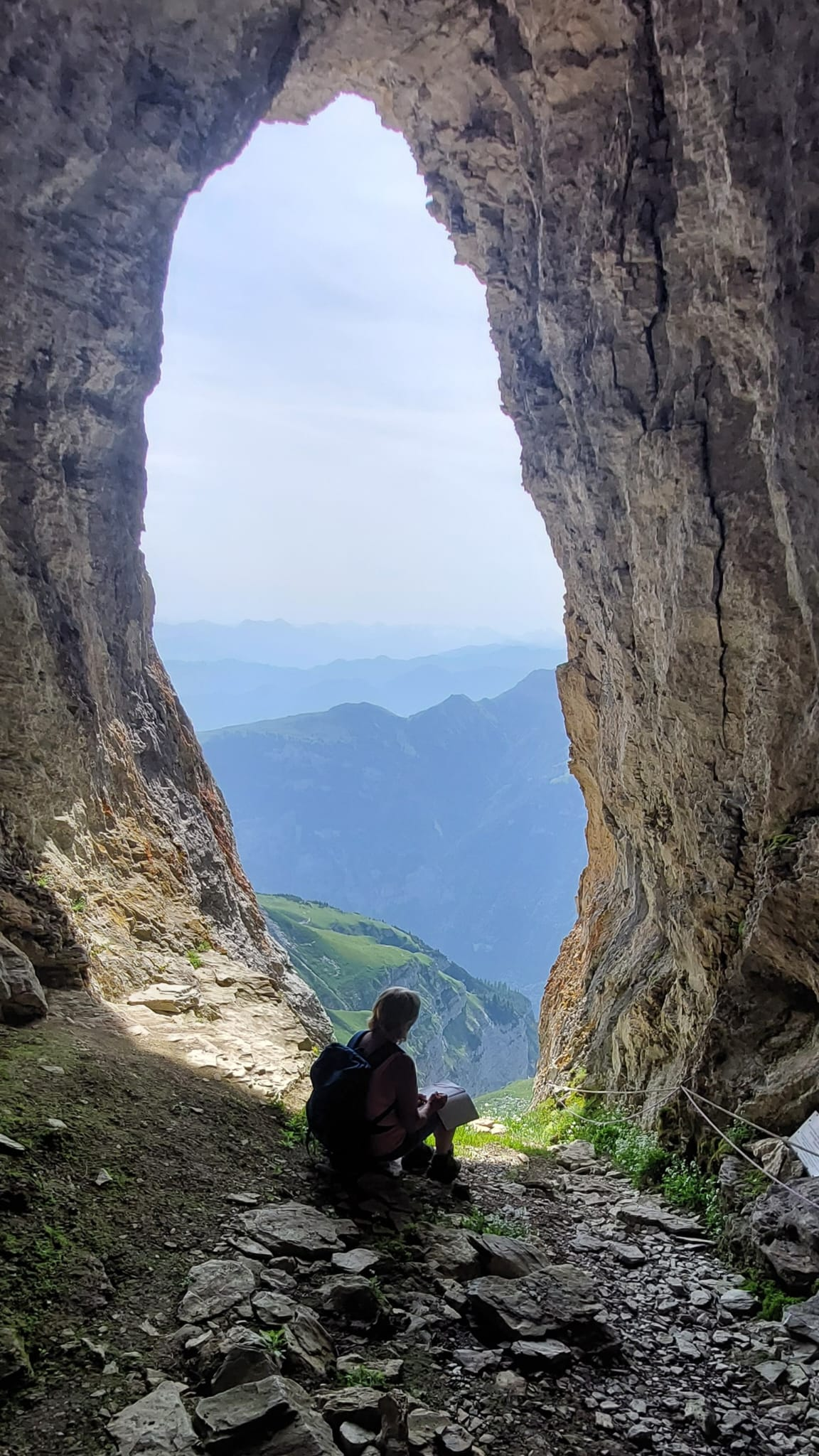
Ausblick

## Ausgrabungen
Der Vättner Lehrer Theophil Nigg (1880–1957) wurde durch einen Vortrag des St. Galler Naturwissenschaftlers Emil Bächler über seine Forschungen in der Wildkirchlihöhle motiviert: Wenn im Wildkirchli prähistorische Funde gemacht wurden, warum nicht auch im Drachenloch? Am 7. Juli 1917 stieg er mit seinen Söhnen Toni und Theo und dem Schafhirten Leo Bonderer zur Höhle hoch. Ausgerüstet waren sie mit Spaten, Sack und einer Karbidlampe. Gleich zu Beginn fand Nigg einen gut erhaltenen Bärenzahn und in gut 50 Zentimetern Tiefe einige Knochenstücke.
Dies war der Beginn einer jahrelangen Forschung. Insgesamt wurden 52 Schädel sowie zahlreiche Knochen und Zähne von Höhlenbären geborgen, einer Bärenart, die noch vor Ende der letzten Eiszeit ausstarb. Noch am gleichen Abend schickte Theophil Nigg die Funde an Emil Bächler nach St. Gallen. Er schrieb:

«Vättis, 7. Juli 1917
ENTDECKUNG
Sehr geehrter Herr Konservator!
Zweck dieses Schreibens und der Sendung ist, Sie, geehrter Herr, auf die Höhle ‹Draggaloch› am Gelbberg bei Vättis aufmerksam zu machen. 
Jch habe heute dieselbe besucht und darin in 30–60 cm Tiefe beiliegende Knochenstücke und den Zahn (Bärenzahn?) gefunden. Mit einem Spaten grub ich mit Leichtigkeit im weichen Grund zwei kleine ca 60 cm tiefe Probeschächte ungefähr in Spatenbreite. Es würde mich sehr interessieren, zu erfahren, ob die Knochen und der Zahn Reste von ausgestorbenen Tierarten sind und ob Sie es für lohnend halten, die Höhle systematisch zu untersuchen. Falls Sie glauben, daß die Höhle wertvolle Relikte enthalten könnte, möchte ich Jhnen empfehlen die Sache baldmöglichst an Ort und Stelle zu prüfen, da mein Fund fatalerweise nicht unbekannt geblieben ist und es leicht der Fall sein könnte, daß hiesige Kurgäste auf eigene Faust dort nach derartigen Dingen suchen. 
Den Zahn würde ich gerne wieder zurück haben. Jndem ich hoffe, daß Sie mich entschuldigen, daß ich Sie bemühe, begrüsse ich Sie in
vorzüglicher Hochachtung.
Th. Nigg, Lehrer»

Bächler erkannte schnell den wissenschaftlichen Wert des Fundes und beglückwünschte Nigg zu seiner Entdeckung. Er legt ihm nahe, seine Entdeckung geheim zu halten, um so Raubgrabungen zu verhindern. Emil Bächler begleitete fortan die Arbeiten von Theophil Nigg und überwachte sie wissenschaftlich.

## Funde

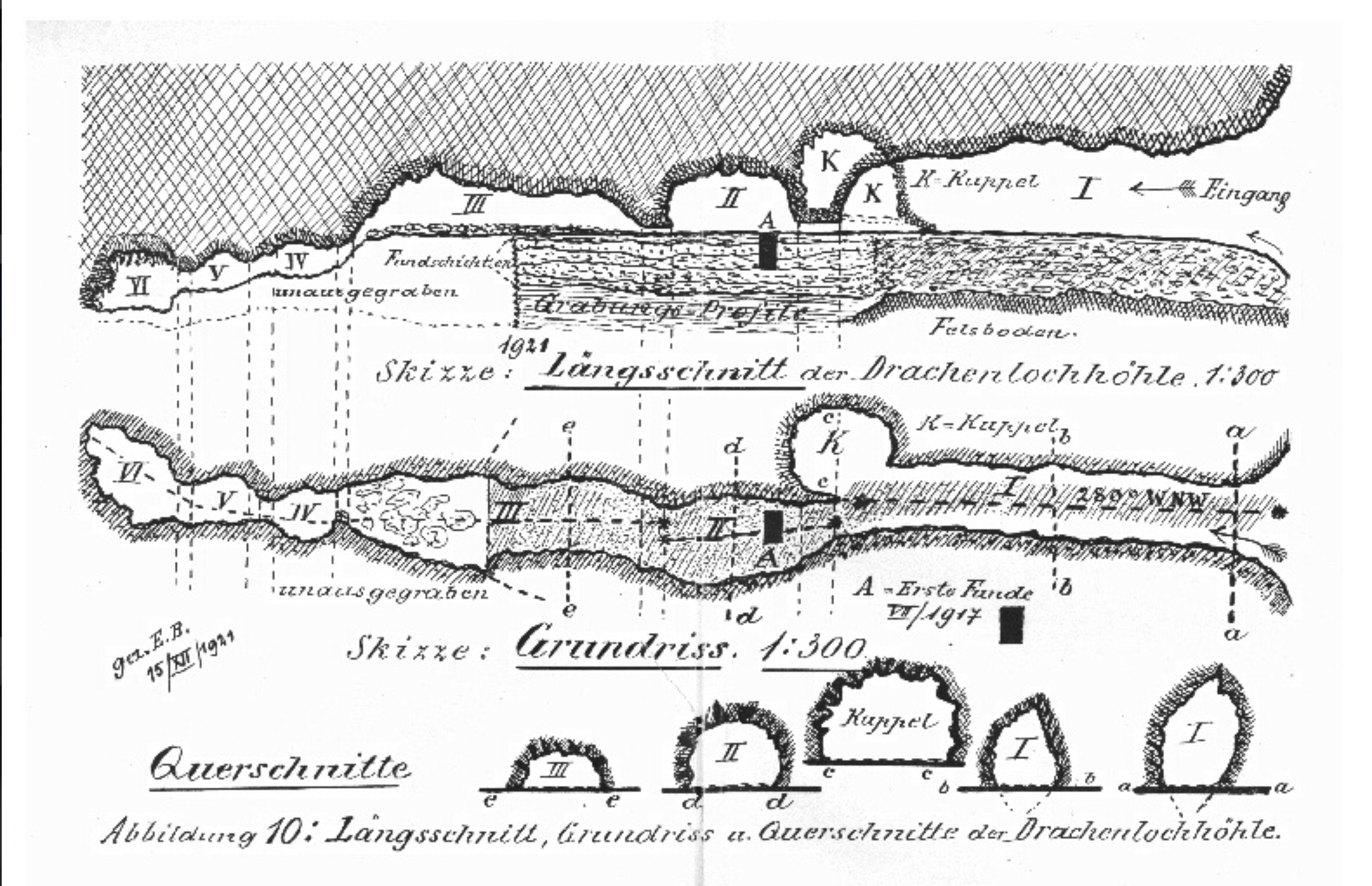
Plan von Bächler, 1921

Zwischen 1917 und 1923 wurde in den Sommermonaten insgesamt an 201 Tagen gegraben. Nigg wurde bei den Arbeiten von seinen Gehilfen Abraham Bonderer und Hermann Kressig unterstützt, und auch Bächler arbeitete während insgesamt 34 Tagen im Drachenloch mit.
Auch wenn keine Skelettreste von Menschen gefunden wurden, fanden sich unter anderem in Form von Feuerstellen und Werkzeugen Anzeichen einer möglichen Besiedlung von Neandertalern während der Altsteinzeit beziehungsweise Moustérien. Dass die Höhle schon lange vor Nigg begangen worden war, zeigte die eingeritzte Jahreszahl 1766 in der dritten Höhle.

### Erste Höhle
Der Boden der ersten Höhle war mit einer mehrere Meter starken Schuttschicht bedeckt. Zahlreiche Trümmer von Deckenplatten erschwerten die Grabungen. Vermutlich diente der Raum nur als Durchgangsraum. So kamen denn auch nur vereinzelte Streufunde zum Vorschein.

### Zweite Höhle
Der Boden der zweiten Höhle bestand zum grössten Teil aus Erdschichten mit wenig Schutt. Zum Vorschein kamen zahlreiche Knochen wie Schädel, Rippen, Wirbel, Kiefer, zerschlagene Markknochen, Zähne, Zehenknochen. Sie lagen hauptsächlich den Wänden entlang aufgehäuft durcheinander; manchmal lagen ganze Knochenschichten übereinander.
Ungefähr 1,5 Meter unter der Oberfläche fand sich im Durchgang zur zweiten Höhle am 21. August 1917 eine in der Mitte 12–15 Zentimeter starke Kohlen- und Ascheschicht mit einem annähernd kreisförmigen Durchmesser von etwa einem Meter. Die Schicht bestand aus Holzkohle und Asche. Die ungestörte darüber liegende Schicht liess darauf schliessen, dass das Feuer nicht erst später in einer Grube angelegt wurde, sondern so alt war wie die betreffende Fundschicht, also prähistorisch. Nun war für Bächler klar, dass eine Siedlung des Altsteinzeitmenschen vorliegen musste. Kurz darauf wurde ein Wadenbein eines Höhlenbären mit schiefer, geglätteter Bruchstelle gefunden, das sie als Felllöser deuteten. Später fand Nigg weitere Geräte wie Knochenwerkzeuge und Fellschaber.

### Dritte Höhle
Unter dem Eingang zum dritten Raum stiessen die Ausgräber am 23. August 1920 auf eine weitere Feuerstelle, eine von Steinplatten umgebene Grube (40 × 35 × 55 Zentimeter), von Kalkplatten ummauert und mit einer Steinplatte zugedeckt. Darin lagen Kohle aus Legföhrenholz, Asche und angebrannte Zehenknochen des Höhlenbären. Auf eine prähistorische Zeitstellung lassen auch hier die darüber liegenden unversehrten Schichten des Höhlenbodens schliessen.

Von beiden Feuerstellen wurden 1958 in Groningen C-14-Daten erhoben. Die Messung der offenen Feuerstelle erfolgte 1984 und ergab ein Alter von 5370 Jahren vor unserer Zeit, die Asche aus der Steinkiste erwies sich als «älter als 53'000 Jahre». Das auffallend junge Alter der ersten Messung könnte durch eine nachträgliche Verunreinigung und Veränderung des Inhalts der Kiste zu erklären sein, zum Beispiel Auffüllung mit rezenter Kohle. Schon 1958 hatte Bächler Zweifel an der Zuverlässigkeit der Probe geäussert.

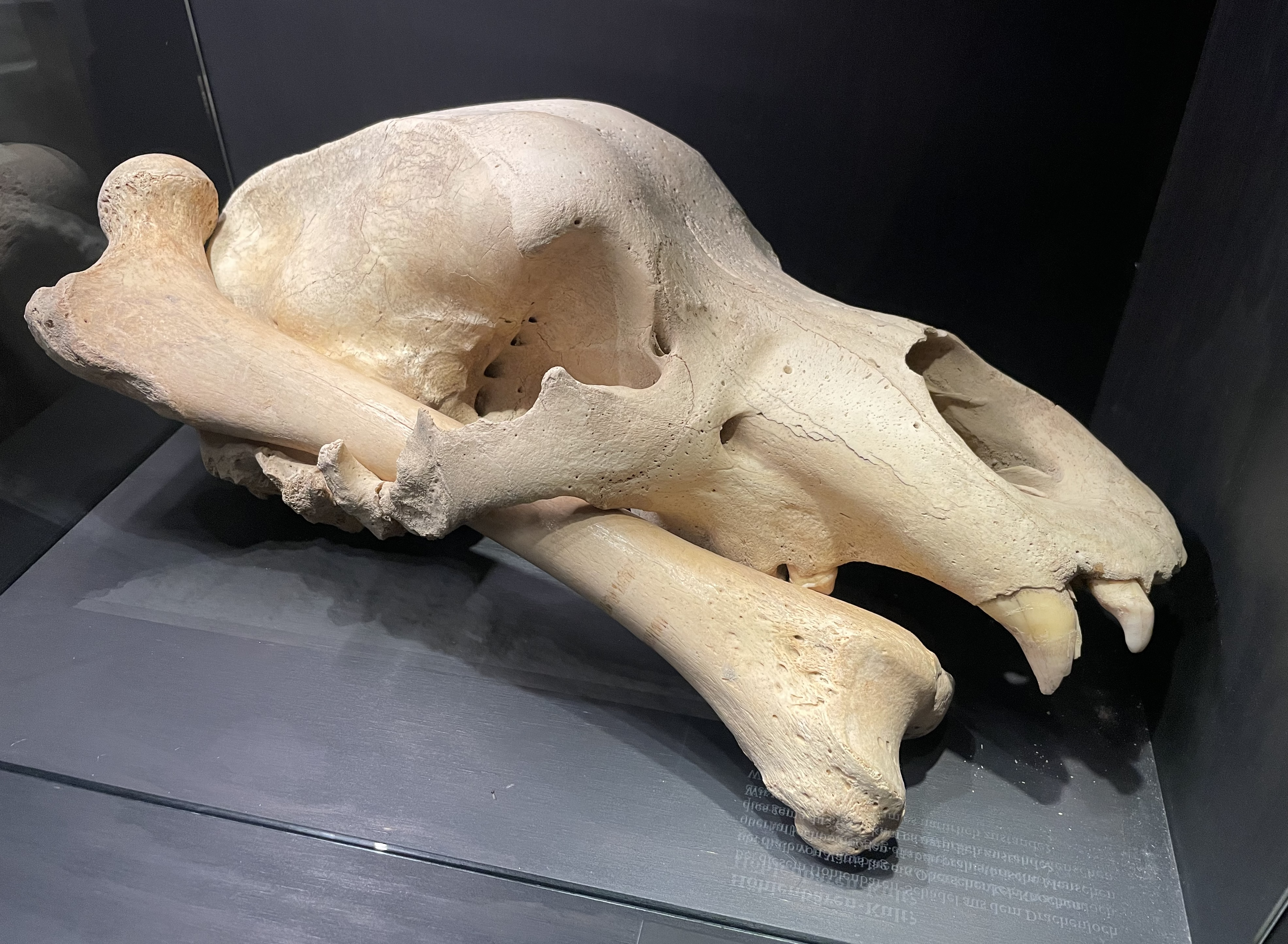
Bärenschädel mit Oberschenkelknochen

In einer zweiten, ebenfalls mit Steinen eingefassten und mit einer Platte zugedeckten Grube lagen mehrere Schädel von Höhlenbären und weitere Skelettteile, die nicht zusammengehörten und von verschiedenen Tieren stammten. Später wurden weitere solcher Knochengruben gefunden. In einer fand Bächler am 29. August 1921 einen grossen Höhlenbärenschädel, durch dessen linken Jochbogen ein Oberschenkelknochen derart durchgeschoben war, dass er nur mit einer Drehung um seine Achse herausgezogen werden konnte. Der Schädel ist heute im Naturmuseum St. Gallen ausgestellt.
In einer anderen war ein Schädel auf zwei Röhrenknochen gebettet, als Beigabe enthielt die Grube zahlreiche kleine Schneckenschalen. Wieder in einer anderen steckte in der Stirn eines Bärenschädels die Spitze eines keilförmigen Steinstückes, die Beigaben bestanden aus Oberschenkelknochen, zwei Steinmessern, einem Backenzahn und einzelnen Knochensplittern.
Das interessanteste Stück war ein Schädel, den Theophil Nigg in seinem Höhlentagebuch am 28. Juni 1923 beschreibt: «Der Schädel war dicht an den Rand einer grossen Bruchplatte untergeschoben und rings, bis vorn an die Schnauze, mit dicht anliegenden, mehr als handgrossen (aufrechten) Plättchen umstellt, die genau der Form des Schädels folgten. Rechts des Schädels, unter der Bruchplatte, lehnte eine etwas grössere Platte an den Schädel, doch so, dass sie durch zwei untergeschobene Steine in der aufrechten Stellung gehalten wurde, ohne dass der Schädel ihr Gewicht zu tragen hatte.» Bächler deutete diese auffallenden Knochenlagerungen als Anzeichen eines primitiven Opfer- oder Bärenkults und benannte wie schon beim Wildenmannlisloch die in den Alpen vorkommende Kultur der Jäger- und Sammler als «Alpines Paläolithikum».
Funde aus dem Drachenlochmuseum in Vättis:

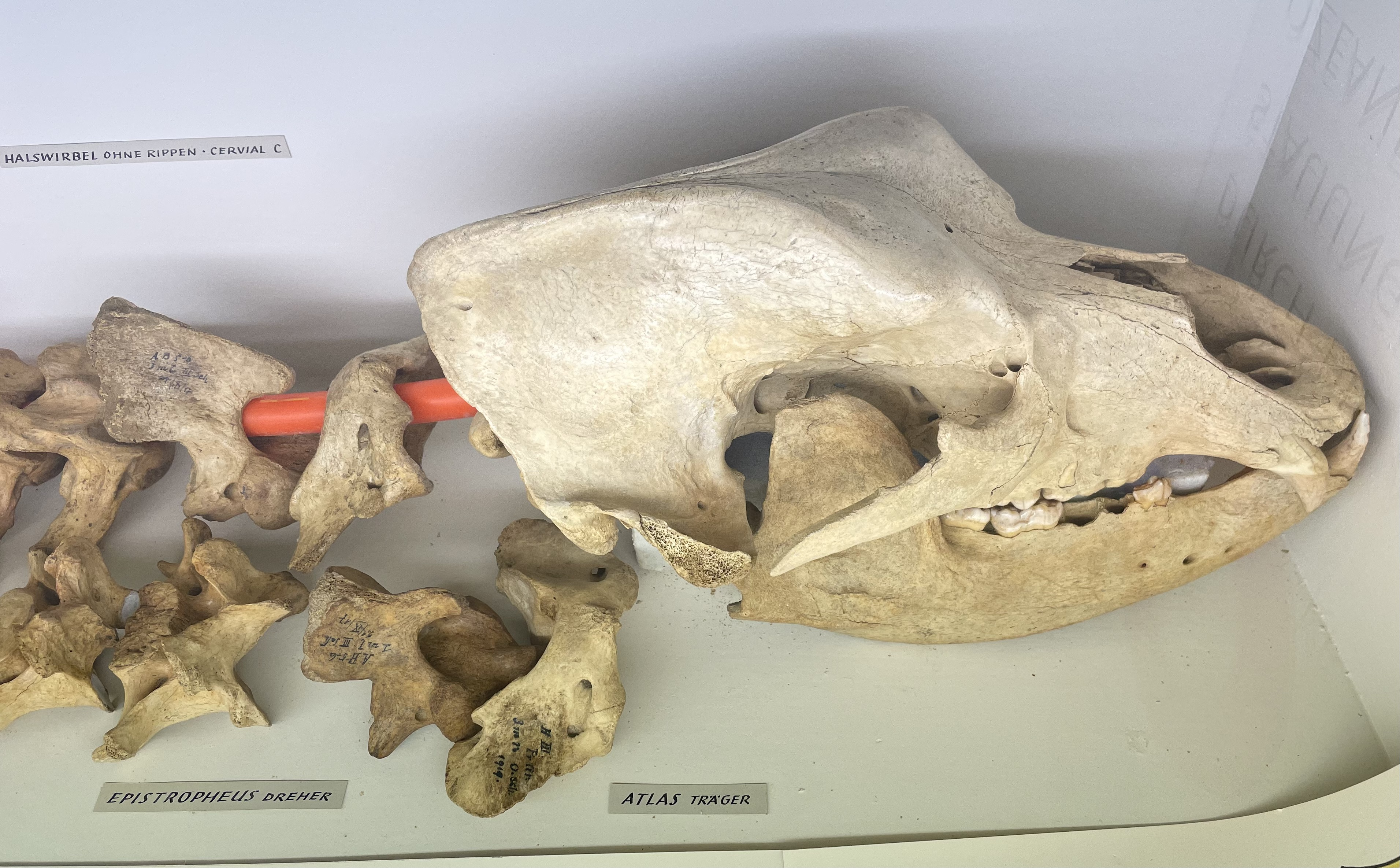
Schädel und Halswirbel
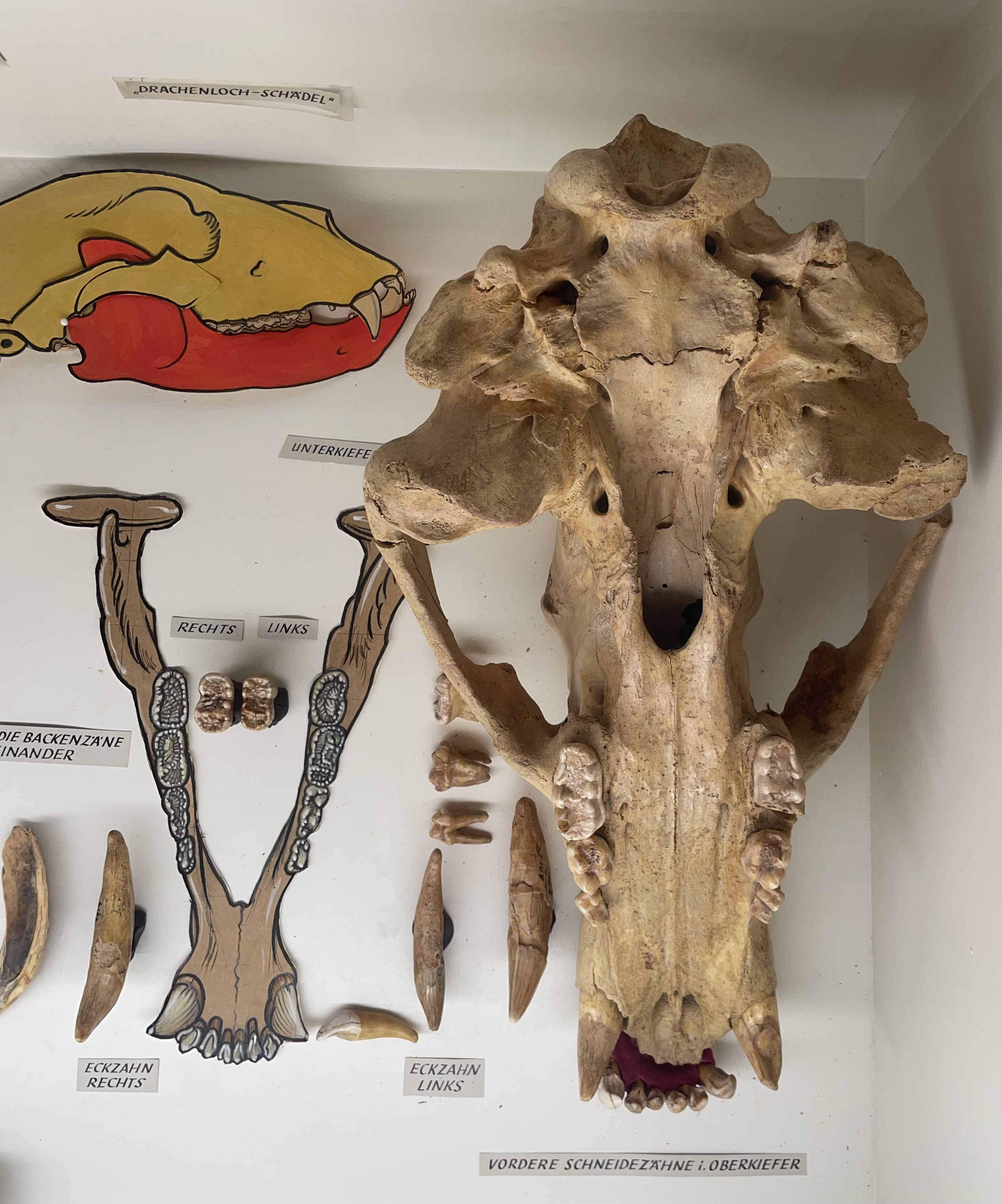
Oberkiefer
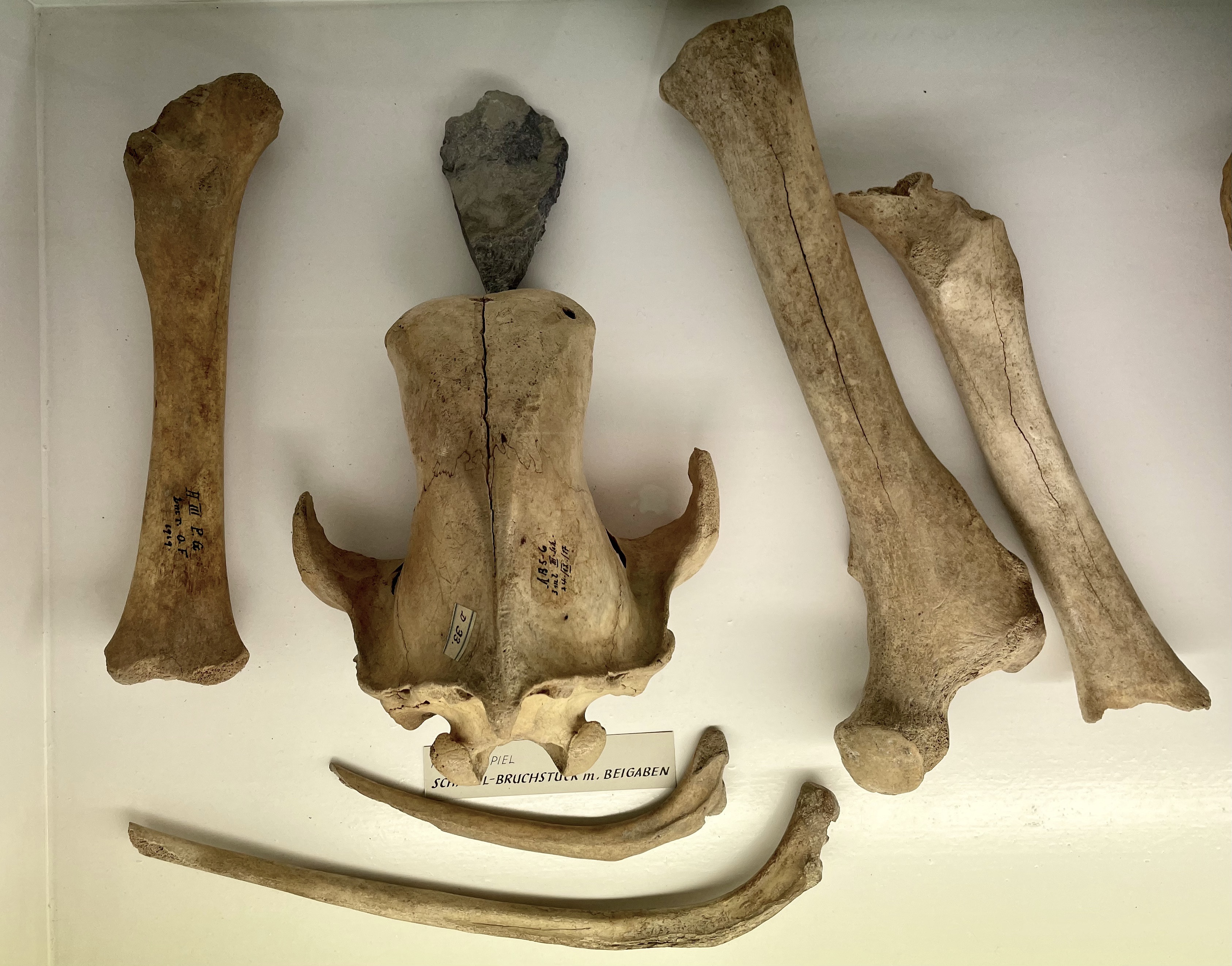
Knochen und Schädel-Bruchstück mit Beigaben – ein Opferkult?

## Zweifel
Die Theorien von einem Bärenkult werden allerdings in Fachkreisen angezweifelt. Dies betrifft etwa die abgeschrägten Röhrenknochen, die Nigg und Bächler als Werkzeuge interpretierten. Es gibt Kritiker, die der Meinung sind, die geschliffenen Bruchkanten der Knochen seien nicht von Menschen geschaffen, sondern nur durch Geschiebedruck im Höhlenboden entstanden. Manche Forscher halten die mit Steinen eingefassten Ansammlungen von Bärenknochen für natürlichen Ursprungs. So etwa der französische Archäologe Jean-Marie Le Tensorer, der die Theorie über altsteinzeitliche Bärenjäger, die einen Jagd- und Opferkult betrieben hätten, als «aufgegeben» bezeichnet. Er nimmt an, dass diese hoch gelegenen Höhlen in erster Linie dem grossen Höhlenbären als Unterschlupf dienten, die Knochen stammten von im Winterschlaf verendeten Tieren. Andere hingegen wie etwa der französische Ethnologe Jean-Dominique Lajoux, der im Gegensatz zu Kritikern die Höhle 2004 besucht hatte, hält die Höhle ebenfalls für eine Kultstätte; Bären hätten die Höhle höchstens vorübergehend auf der Suche nach Wasser besucht.
Theophil Niggs Sohn Toni Nigg wehrte sich in verschiedenen Publikationen vehement gegen die Thesen der Skeptiker, die menschliche Aktivitäten im Drachenloch ausschlossen. Er warf ihnen vor, Belegmaterial zu verschweigen und zu wenig informiert zu sein. Als Beweise für seine These führte er die aufgestellten Steinplättchen um einen Bärenschädel an, fünf Schädel ohne Unterkiefer in einer bedeckten unterirdischen Nische aus behauenen Steinplatten, die zahlreichen Bärenschädel, die ohne Schnauze aufgefunden wurden, oder den durch einen Schädel geführten Oberschenkelknochen, der nicht ohne menschliches Zutun dorthin gelangt sein konnte. Zahlreiche Knochen trügen Schnittspuren, die von Steinmessern der eiszeitlichen Jäger stammten. Abgeschliffene Röhrenknochen seien zum Beispiel auch im Wildkirchli oder im Wildenmannlisloch gefunden worden, wo der Aufenthalt von Menschen nachgewiesen war, auch wenn man auch dort keine Skelettreste gefunden hatte.
Toni Nigg setzte die Forschungen seines Vaters fort und veröffentlichte dessen Höhlentagebücher. Er war auch an der Gestaltung des Drachenlochmuseums beteiligt.

## Museum

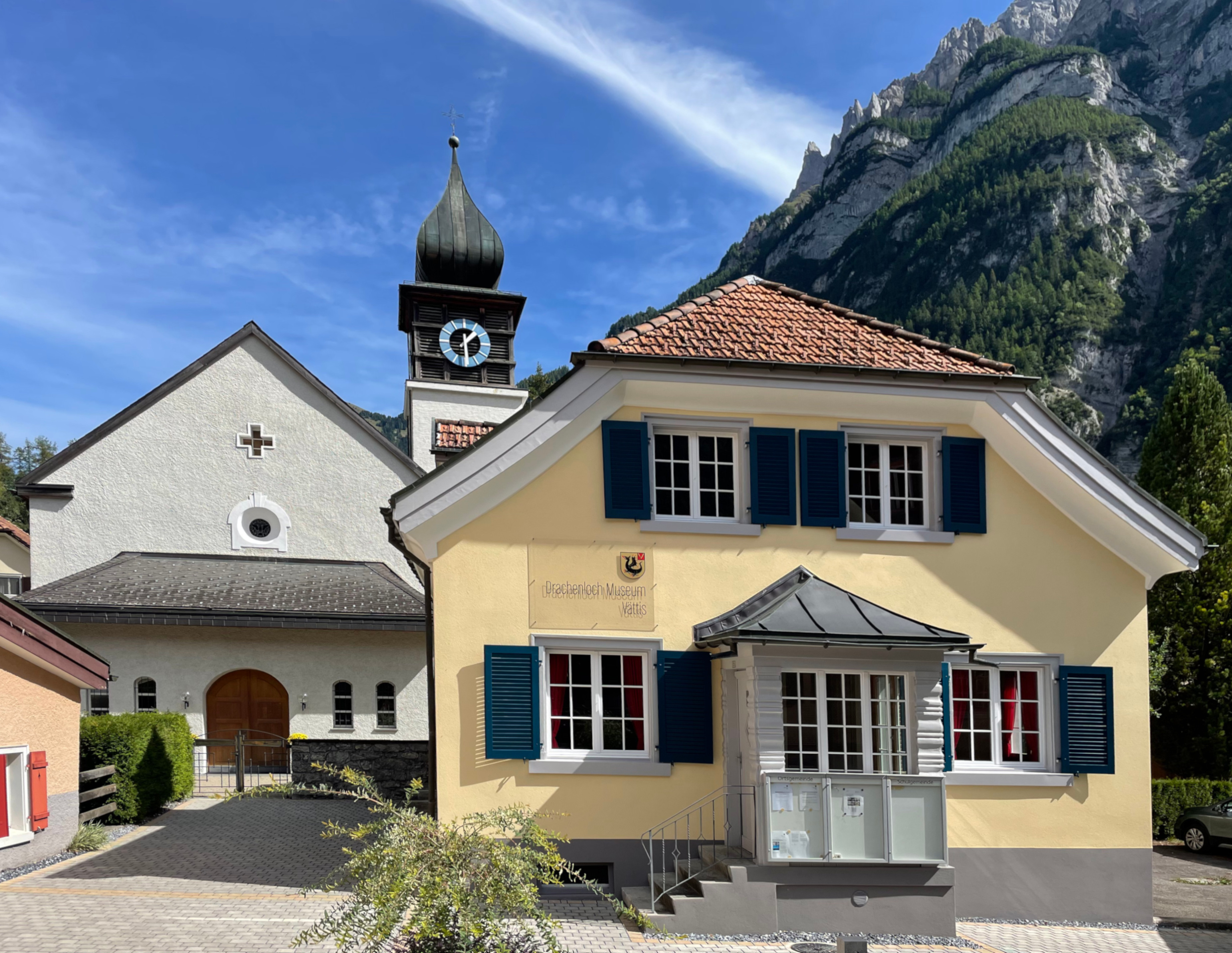
Das Drachenlochmuseum

Das Drachenlochmuseum in Vättis zeigt unter anderem die prähistorischen Funde aus dem Drachenloch. Auch bei Vättis gefundene römische Münzen, die originalen Holzskulpturen aus der Kapelle St. Martin und eine Mineraliensammlung sind ausgestellt.